# استنلی ما
استنلی ما (انگلیسی: Stanley Ma; زاده ۱۹۵۰) کارآفرین هنگ کنگی اهل کانادا است، که در سال ۱۹۷۹ گروه ام‌تی‌وای فود را تأسیس کرد. 